# Arlanda Jets

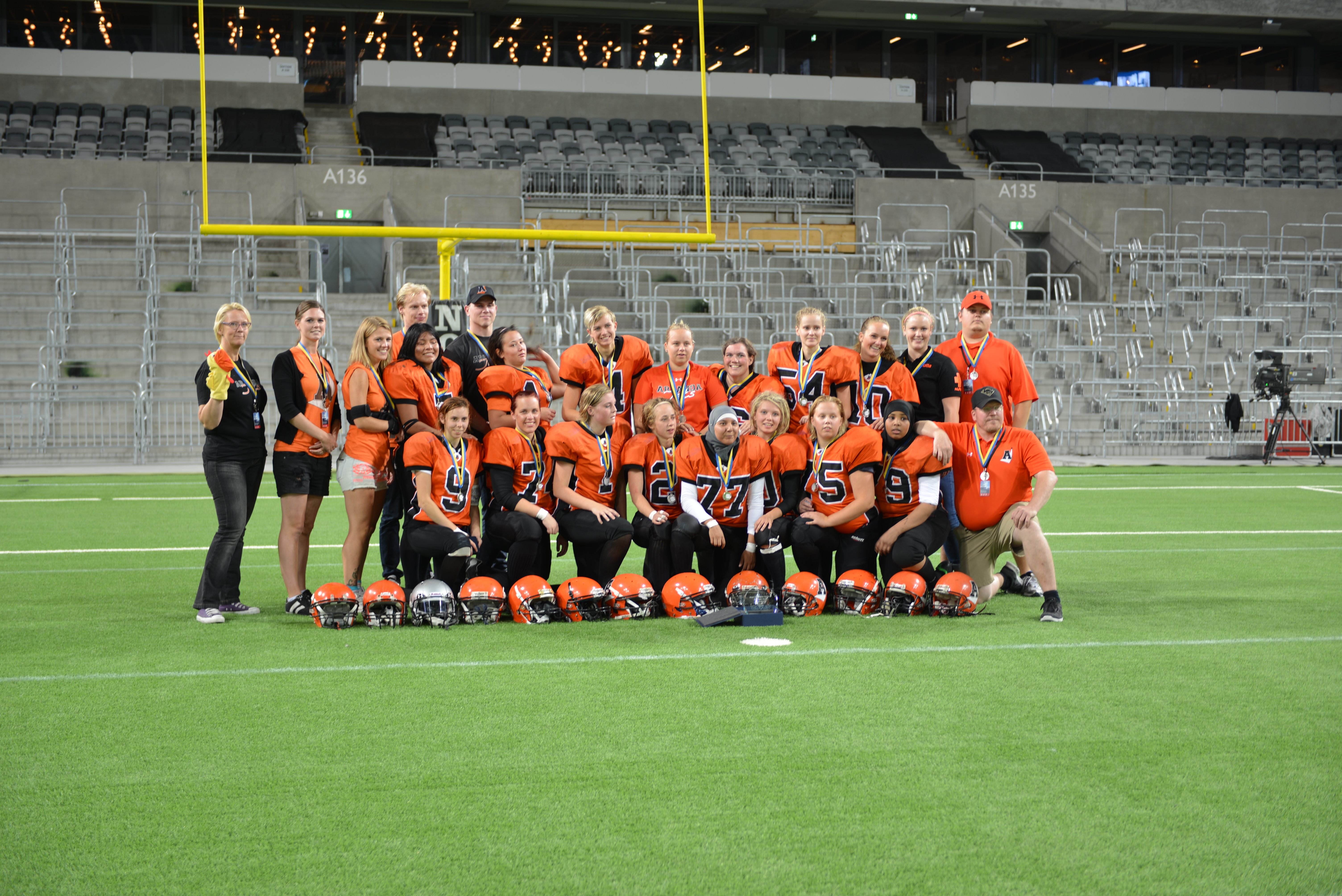
Arlanda Jets, SM-final för damer 2013.

Arlanda Jets herrlag, svenskt lag i amerikansk fotboll från Märsta utanför Stockholm. Klubben grundades 1988. Klubbens namn Arlanda Jets Amerikansk Fotbollsförening är närmast inspirerat från jetplanen på närliggande Stockholm-Arlanda flygplats. Herrlaget vann SM-guld 2003 och silver 2008. Damlaget vann silver 2012, 2013, 2014 och 2016. 
Arlanda Jets har även en dotterklubb i Upplands Väsby, Wäsby Warriors, för de yngsta åldersgrupperna för att de ska slippa åka för långt för att utöva sin hobby.

## Resultat
- S = Slutspel, F = SM-Final, G = SM-Guld, U = Uppflyttning, K=Kvalspel, N=Nedflyttning

| Säsong | Serie       | Record | Serieplacering | Notering              |
| ------ | ----------- | ------ | -------------- | --------------------- |
| 1990   | Division 2  |        | 2              | U                     |
| 1991   | Division 1  |        | 2              | KU                    |
| 1992   | Superserien | 2-4    | 5              | S                     |
| 1993   | Superserien | 1-7    | 9              | N                     |
| 1994   | Division 1  |        |                |                       |
| 1995   | Division 1  | 9-1    | 2              |                       |
| 1996   | Division 1  | 9-1    | 1              | U                     |
| 1997   | Superserien | 2-8    | 3 (7)          | KN                    |
| 1998   | Division 1  | 8-0    | 1              | U                     |
| 1999   | Superserien | 5-5    | 4              | S                     |
| 2000   | Superserien | 8-4    | 4              | S                     |
| 2001   | Superserien | 6-3    | 3              | S                     |
| 2002   | Superserien | 9-1    | 1              | S                     |
| 2003   | Superserien | 7-2-1  | 2              | G                     |
| 2004   | Superserien | 6-4    | 3              | S                     |
| Säsong | Serie       | Record | Serieplacering | Notering              |
| 2005   | Superserien | 3-5    | 4              | S                     |
| 2006   | Superserien | 3-5    | 4              | S                     |
| 2007   | Superserien | 3-5    | 4              | S                     |
| 2008   | Superserien | 10-1-1 | 2              | F                     |
| 2009   | Superserien | 3-7    | 5              | K                     |
| 2010   | Superserien | 4-6    | 5              | K                     |
| 2011   | Superserien | 2-7-1  | 6              | K                     |
| 2012   | Superserien | 3-7    | 5              |                       |
| 2013   | Superserien | 0-10   | 8              |                       |
| 2014   | Superserien | 1-9    | 8              |                       |
| 2015   |             |        |                | Deltog ej i seriespel |
| 2016   | Division 1  | 4-1    | 2              | S                     |
| 2017   | Division 1  | 5-1    | 2              | S                     |
| 2018   | Division 1  | 2-3    | 4              | S                     |

## Importerade spelare och coacher

### 1990
- Scott Blundon, QB

### 1991
- Tom Johnson, OL
- Joe Johnson, LB

### 1992
- Barry Baganz, DB

### 1993
- Toby Golembiewski, OL
- Mark Lennher, LB

### 1995
- Barry Baganz, DB
- Rob Delsanto, RB

### 1996
- Barry Baganz, DB
- Brandon Hastings, RB

### 1997
- Dave, QB
- Mike Gibson, LB

### 1998
- Owen Wilson, DB

### 1999
- Barry Baganz, DB
- Jerry Golembiewski, Coach
- Bob Larsen, Coach

### 2000
- Neil Grey, OL

### 2001
- Chris Phipps, OL

### 2002
- Mike Laporte, DB
- Kris Barber, QB
- Meredith Jones, Coach

### 2003
- Jermaine Smith, OL
- Brian Yuager, Coach

### 2004
- Guido Trinidad, LB
- Sean Weathers, DB
- Matt Huebner, TE

### 2005
- Jermaine Smith, OL
- Louis Gonzalez, QB
- BD Kennedy, Coach

### 2006
- BD Kennedy, Coach
- Tom Marsan, QB
- Jermicus Banks, DL

### 2007
- BD Kennedy, Coach
- Tom Marsan, QB

### 2008
- BD Kennedy, Coach
- Joshua Scurlock, QB
- Grant Wells, DL

### 2009
- BD Kennedy, Coach
- Kevin Mikeska, QB

### 2010
- BD Kennedy, Coach

### 2011
- BD Kennedy, Coach
- Aki Jones, DL

### 2012
- BD Kennedy, Coach
- Rik Parker, Coach
- Preston Earl, QB
- Aki Jones, DL

### 2013
- Rik Parker, Coach (U-19)
- Andrew Selway, QB

### 2014
- Adam Grant, OL
- Brandon Miller, RB
- McCallum Foote, QB